# Lista di terme romane
Questa è una lista delle Terme romane presenti in tutto il mondo.

## Terme

### Algeria
- Timgad
- Guelma
- Héliopolis
- Hammam Righa
- Hammam Essalihine

### Austria
- Carnunto

### Bulgaria
- Kjustendil
- Varna
- Hisarija
- Sozopol

### Croazia
- Varaždinske Toplice
- Daruvar
- Topusko

### Francia
- Terme_di_Costantino ad Arles
- Aix-en-Provence
- Bagnères-de-Luchon
- Cimiez
- Glanum, oggi chiamato Saint-Rémy-de-Provence
- Lillebonne
- Parigi, Terme di Cluny
- Saintes, Charente-Maritime

### Germania
- Baden-Baden, Baden-Württemberg
- Aquisgrana
- Treviri
- Weißenburg

### Ungheria
- Aquincum

### Israele
- Avdat
- Ashkelon
- Beit She'an
- Caesarea Maritima
- Gerusalemme
- Mamshit
- Masada

### Italia
- Terme di Roma antica
  - Terme di Agrippa
  - Terme Neroniane o Alessandrine
  - Terme di Caracalla
  - Terme di Traiano
  - Terme Surane
  - Terme Eleniane 
  - Terme di Fordongianus 
  - Terme Commodiane
  - Terme Deciane
  - Terme Aureliane
  - Terme di Diocleziano
  - Terme di Costantino
  - Terme di Tito

- Pompei antica
  - Terme Stabiane
  - Terme del Foro
  - Terme centrali
  - Terme Repubblicane
  - Terme di Sarno
  - Terme suburbane

- Terme di Teate Marrucinorum, l'odierna Chieti
- Terme di Vasto
- Terme di Traiano
- Terme di Petriolo
- Ercolano
- Terme romane di Albenga
- Terme di Canosa antica

### Libano
- Beirut

### Macedonia
- Strumica

### Malta
- Għajn Tuffieħa
- Ċirkewwa

### Marocco
- Thamusida

- Volubilis

### Paesi Bassi
- Heerlen
- Maastricht

### Portogallo
- Chaves

### Romania
- Băile Herculane

### Spagna
- Caldes de Malavella
- Caldes de Montbui
- Clunia
- Lugo
- Toledo

### Tunisia
- Dougga
- Cartagine

### Regno Unito
- Somerset
- Exeter, Devon
- Leicester
- Ravenglass
- Ribchester
- Tripontium, oggi chiamata Warwickshire